# Schendyla peyerimhoffi
Schendyla peyerimhoffi is een duizendpotensoort uit de familie van de Schendylidae. De wetenschappelijke naam van de soort is voor het eerst geldig gepubliceerd in 1911 door Brolemann & Ribaut.